# Malanów (gromada)
Malanów – dawna gromada, czyli najmniejsza jednostka podziału terytorialnego Polskiej Rzeczypospolitej Ludowej w latach 1954–1972.
Gromady, z gromadzkimi radami narodowymi (GRN) jako organami władzy najniższego stopnia na wsi, funkcjonowały od reformy reorganizującej administrację wiejską przeprowadzonej jesienią 1954 do momentu ich zniesienia z dniem 1 stycznia 1973, tym samym wypierając organizację gminną w latach 1954–1972.
Gromadę Malanów siedzibą GRN w Malanowie utworzono – jako jedną z 8759 gromad na obszarze Polski – w powiecie tureckim w woj. poznańskim, na mocy uchwały nr 39/54 WRN w Poznaniu z dnia 5 października 1954. W skład jednostki weszły obszary dotychczasowych gromad Celestyny, Feliksów, Grąbków, Malanów, Rachowa i Targówka ze zniesionej gminy Dziadowice oraz obszary dotychczasowych gromad Miłaczew, Miłaczewek i Młyny Miłaczewskie ze zniesionej gminy Kowale Pańskie w tymże powiecie. Dla gromady ustalono 27 członków gromadzkiej rady narodowej.
1 stycznia 1959 do gromady Malanów włączono miejscowości Franulew, Gózd i Żdżenice ze zniesionej gromady Cisew w tymże powiecie.
1 stycznia 1960 do gromady Malanów włączono miejscowości Czachulec Stary, Niedźwiady, Skarżyn-Kolonia, Skarżyn A i D, Skarżynek i Skarżynówka ze zniesionej gromady Skarżyn w tymże powiecie.
31 grudnia 1961 do gromady Malanów włączono miejscowości Czerkucin, Nowe Poroże, Stare Poroże i Zimna Woda z gromady Ceków-Kolonia w powiecie kaliskim w tymże województwie.
31 grudnia 1971 do gromady Malanów włączono obszar zniesionej gromady Dziadowice w tymże powiecie.
Gromada przetrwała do końca 1972 roku, czyli do kolejnej reformy gminnej. 1 stycznia 1973 w powiecie tureckim reaktywowano zniesioną w 1937 roku gminę Malanów.